# Lon Kruger

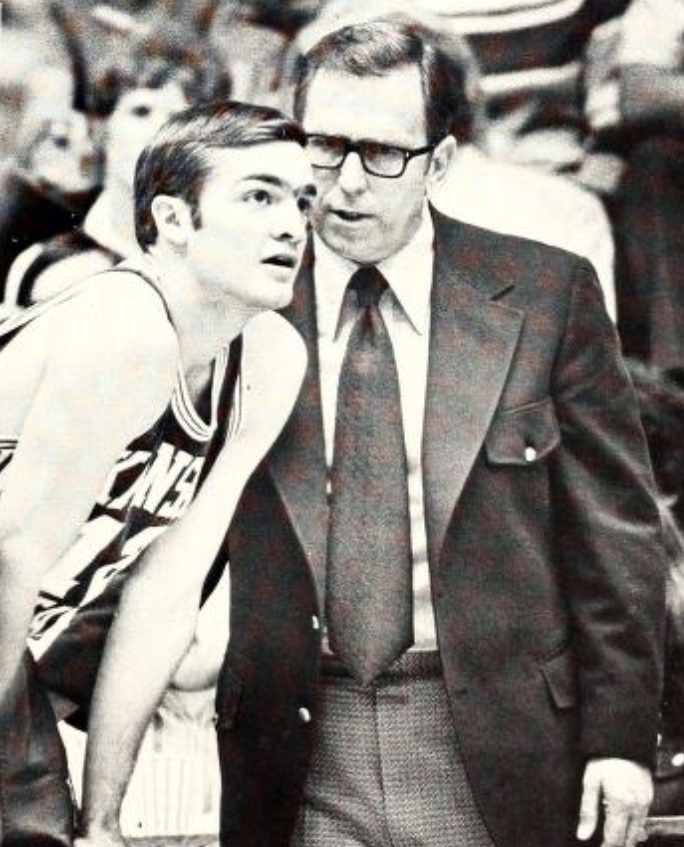
Lon Kruger e o treinador Jack Hartman no anuário de 1972 da Kansas State University.

Lon Kruger (Silver Lake (Kansas), 19 de agosto de 1952) é um treinador de basquetebol estadunidense. Foi o assistente técnico de Rudy Tomjanovich na Seleção dos Estados Unidos, que conquistou a medalha de bronze no Campeonato Mundial de Basquetebol de 1998. É desde 2004  treinador na Universidade de Nevada, Las Vegas.

## Carreira
- Pittsburg State University (assistente, 1976-1977)
- Kansas State (assistente, 1977-1982)
- Texas–Pan American (1982-1986)
- Kansas State (1986-1990)
- Florida (1990-1996)
- Illinois (1996-2000)
- Atlanta Hawks (2000-2003)
- New York Knicks (assistente, 2003-2004)
- UNLV (2004-presente)